# Maximilianmuseum

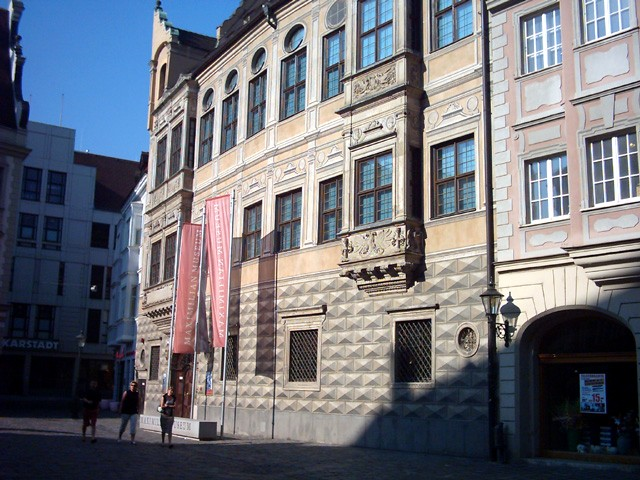
Maximilianmuseum

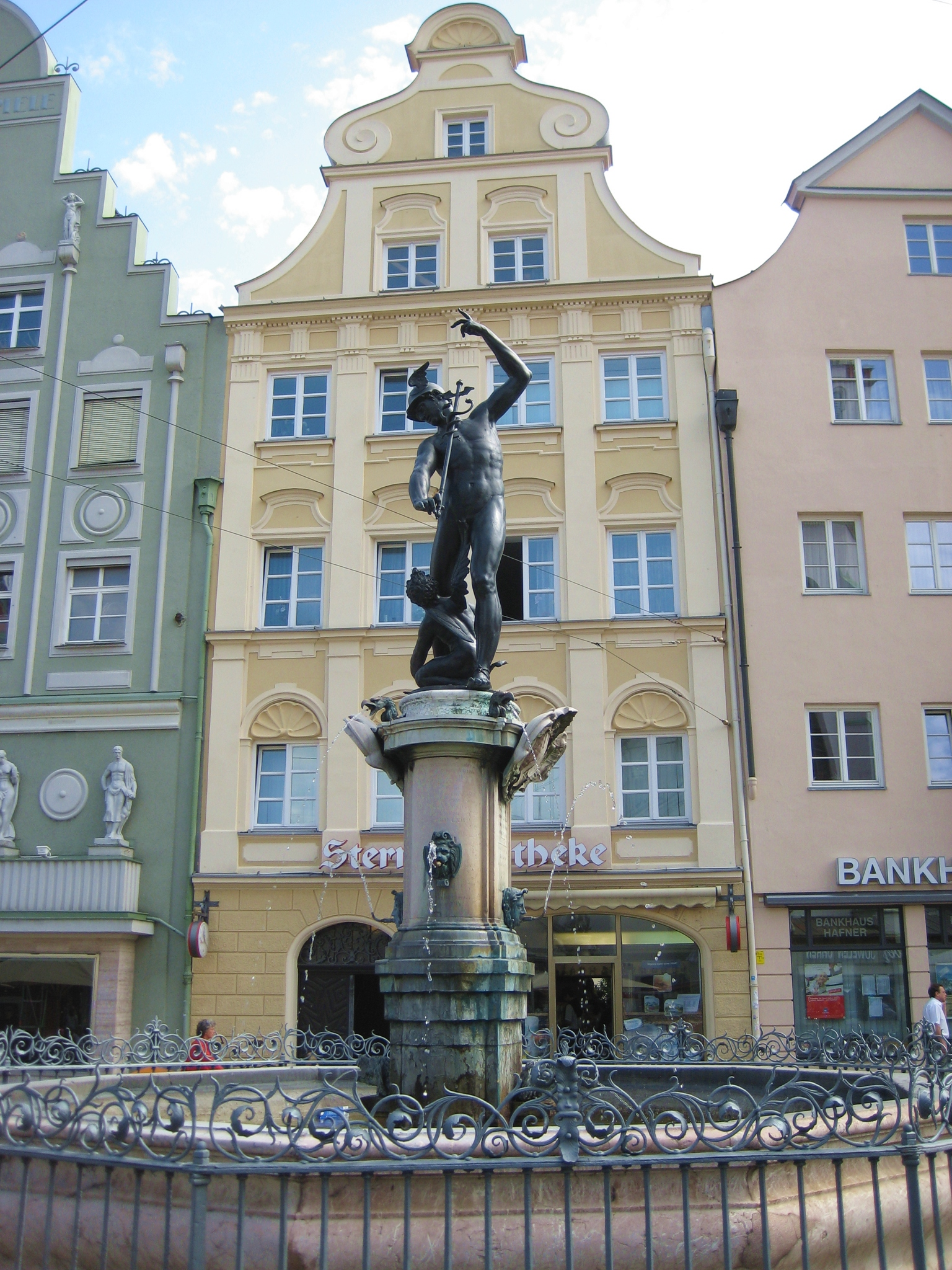
Merkuriusbrunnen i Augsburg, vars skulpturer i original finns i Maximilianmuseum

Maximilianmuseum är ett kommunalt konsthistoriskt museum i Augsburg i Tyskland, namngivet efter Maximilian II av Bayern. Under åren 2000-2007 genomgick museet en omfattande ombyggnad, som bland annat innebar att museets innergård, Viermetzhof, övertäcktes med ett glastak. På innergården står sedan 2000 originalen till skulpturerna på stadens tre praktbrunnar från 1500-talet av Adriaen de Vries (Herkules- och Merkuriusbrunnarna och av Hubert Gerhard (Augustusbrunnen). Originalskulpturerna har ersatts av kopior på de tre brunnarna på Maximilanstrasse.  